# Bank of East Asia
Das Unternehmen Bank of East Asia (chinesisch 東亞銀行), SEHK: 0023, abgekürzt BEA ist die größte unabhängige Bank in Hongkong. Die Bank wurde 1918 in Hongkong gegründet. Das Unternehmen besitzt eine Marktkapitalisierung von rund 2,5 Milliarden US-Dollar (2006) und ist im Hang Seng Index gelistet.
1995 erwarb die BEA die United Chinese Bank und 2000 die First Pacific Bank, beide in Hong Kong, 2001 die in Südkalifornien operierende Grand National Bank. Vorsitzender und Geschäftsführer ist Sir David Li Kwok-po.